# 信息商品化
信息商品化，是指在商品经济发展过程中，人们在进行现实的产品和服务交换时，属于人们自身的、物品的和社会的各种信息也成为商品的过程。

## 起源
在信息产品的商品化过程中，信息商品作为独立的商品形态出现的标志是1624年英国出台《垄断法》。该法律规定，有关创造发明一类的产品必须通过交换方式进行交流。

## 特征
信息作为商品，理论上能够被无限多次地使用和消费。信息商品的消费和使用表现为载体的转换，而不会引起信息本身内容的损耗和丧失，交易的结果是共享而不是转让。在信息产品的生产中，常包含两个过程，即信息本身的生产，和信息商品的大批量的复制。前者是是集合了创造者的经验、智慧、知识的创造性过程，后者是大规模复制的机械性过程。信息产品在生产投入和产出之间并不确定。信息商品的成本难以估算，甚至根本无法量化，所以信息的价格完全由市场本身决定。

## 影响

### 负面影响
信息商品化使获取信息的成本越来越高昂，使社会的贫弱阶层难以承受。市场的力量越强大，贫弱阶层可以自由获取的信息就越少。因此，信息商品化在一定程度上剥夺了贫弱阶层免费获得公共信息的权利。缺少获取信息所需要的前期投资，以及计算机、互联网等基本的信息获取设施，意味着不仅失去依托于这些设备而生的基本信息服务，更将自己阻断于新的信息传播渠道和获取渠道。同时新的信息技术往往会压榨传统的、大众化的信息手段的生存空间，更加不利于依托传统信息渠道的用户。拥有社会财富越多的人，往往越注重对信息素养和能力的提高，这些社会财富拥有者通常更多地参与政策与法律的制定，导致政策越来越向有利于社会财富拥有者倾斜，进一步限制公共信息的范围，加速信息分化和信息私有化。

### 正面影响
信息商品化是生产力加速发展的动力；市场经济促使经营者利用信息手段加强生产、经营、销售等环节的管理，而信息资源的商品化，又进一步加速社会生产力的发展。信息商品化是信息社会化的保证；当信息资源的商品化迫使信息需求者将信息的获取费用计入成本时，他们才能认识到信息资源的作用，从而提高信息资源的利用率以及信息产品本身的质量。